# Anastase Cochelet
Pour les articles homonymes, voir Cochelet.
Anastase Cochelet né à Mézières en 1551 et mort à Reims en 1624, est un théologien Carme

## Biographie
Il entre dans l'ordre de carmes et fait sa profession à Reims. Il est docteur en théologie à Paris
Il fut provincial de son ordre pour la province de France. Durant les guerres de religion il vécut de nombreuses années à Anvers. Il écrivit des ouvrages contre les protestants.
Il revient à Reims à la fin de sa vie.

## Œuvres principales
- Répétitions du sainct sacrifice de la messe en forme d'homilies, contre Du Plessis Mornay, Anvers : J. Keerberghe, 1602
- La Vérité Approuvee Contre qvelqve Apostat de ce temps, pour response à Vne Déclaration faussement appellée Chrestienne, Bordeaux, Simon Millanges, 1605, 8 p..
- Palaestrita honoris D. Hallensis pro Ivsto Lipsio adversvs dissertationem mentiti idoli Hallensis anonymi cvivsdam hæretici, Antverpiæ : Apvd Ioannem Bapt. Vrintivm, 1607.
- Calvini infernus adversus Ioannem Polyandrum ministrum Calvinistam, Antverpia : Ex officina Plantiniana apud Ioannem Moretum, 1608.
- Commentaire catholique en forme de discours sur deux lettres missives, l'une de Frederic, electeur et comte palatin, l'autre de tres illustre prince Loys de Bourbon duc de Montpensier sur la fuite de sa fille, abbesse du monastère des religieuses à Jouard, Anvers : C. Verschueren, 1616.